# Radonvilliers
Radonvilliers település Franciaországban, Aube megyében. Lakosainak száma 326 fő (2022. január 1.). Radonvilliers Amance, Brévonnes, Brienne-la-Vieille, Dienville, Mathaux és Piney községekkel határos.

## Népesség
A település népessége az elmúlt években az alábbi módon változott:
| Lakosok száma | 351  | 337  | 370  | 380  | 420  | 392  | 376  | 371  | 356  | 326  |
|               | 1968 | 1982 | 1990 | 2006 | 2013 | 2015 | 2017 | 2019 | 2020 | 2022 |